# Jüri Ratas
Jüri Ratas (Tallinn, 2 luglio 1978) è un politico estone, primo ministro dell'Estonia dal 23 novembre 2016 al 26 gennaio 2021.

## Biografia

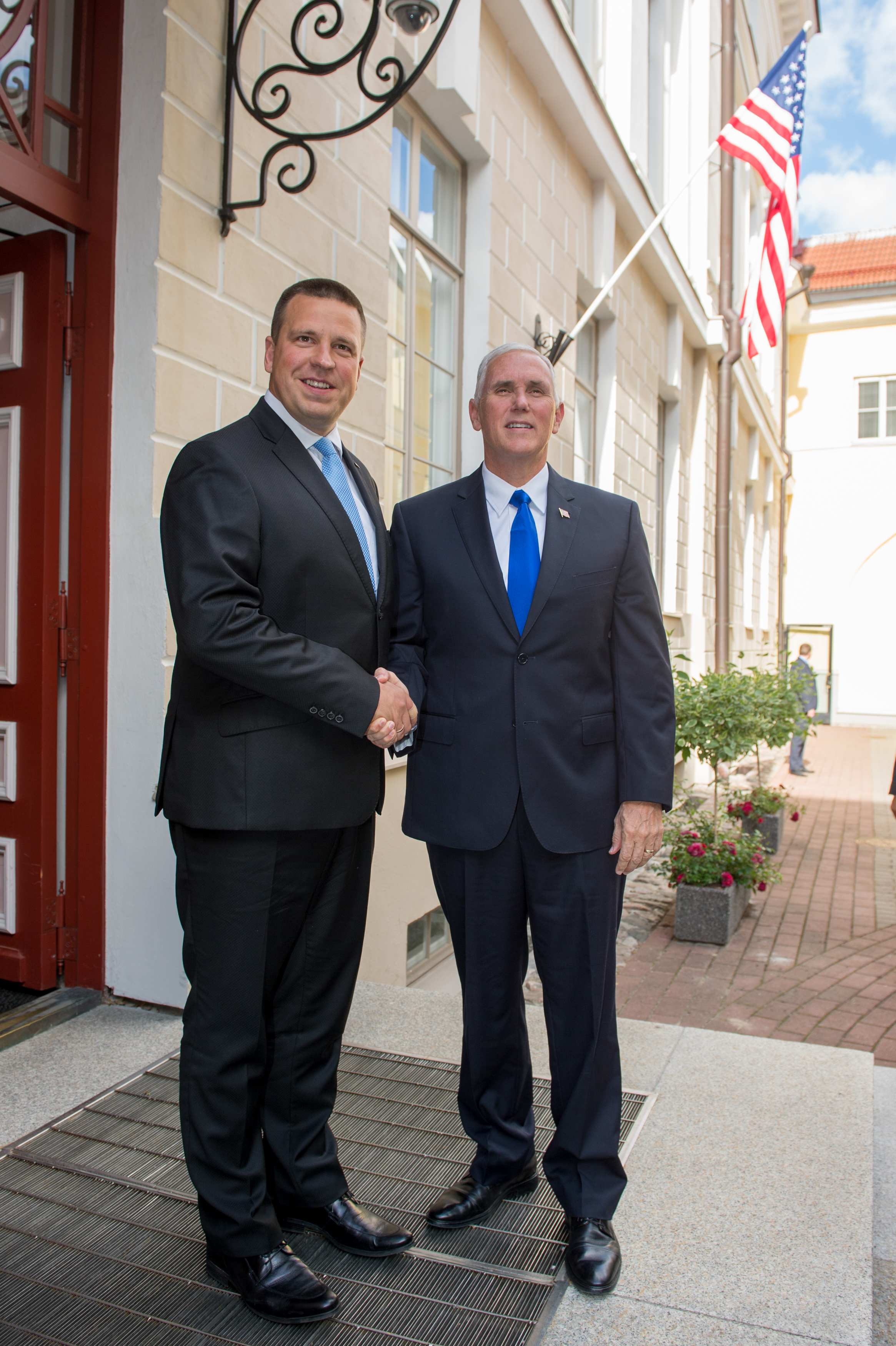
Ratas nel 2017 col vicepresidente degli Stati Uniti Mike Pence

Membro del Partito di Centro Estone (EK), è stato sindaco di Tallinn dal 15 novembre 2005 al 5 aprile 2007.
Il 5 novembre 2016 il congresso straordinario del suo partito lo ha eletto come nuovo leader, succedendo al fondatore Edgar Savisaar. Considerato più moderato e filo-occidentale di Savisaar, a seguito della crisi di governo del novembre 2016 e dell'accordo raggiunto dai tre partiti della nuova coalizione (il Partito di Centro Estone, il Partito Socialdemocratico e il conservatore Unione Patria e Res Publica), il 20 novembre 2016 è stato nominato dalla presidente Kersti Kaljulaid come successore di Taavi Rõivas nell'incarico di primo ministro dell'Estonia. Dopo aver ricevuto l'approvazione del Riigikogu il 21 novembre con 53 voti a favore, 33 contrari e 7 astenuti, Ratas ha presentato il suo nuovo governo alla presidente Kaljulaid nel pomeriggio del 22 novembre e ha ottenuto la fiducia del Parlamento il giorno successivo, entrando così in carica.
Il 13 gennaio 2021, a seguito di un'inchiesta per corruzione, che ha coinvolto  il Partito di Centro Estone, tra cui Kersti Kracht, ex consigliera del Ministro delle Finanze Martin Helme e Hillar Teder, tra i principali finanziatori del Partito di centro, ha annunciato le proprie dimissioni. Secondo il procuratore generale, Taavi Pern, il Partito di centro e il suo segretario generale, Mihhail Korb, avrebbero chiesto all'imprenditore Hillar Teder di sostenere economicamente con un milione di euro il suo partito alle elezioni locali dell'autunno 2021, a fronte dell'erogazione di un finanziamento di 39 milioni di euro, da parte dell'agenzia pubblica di credito KredEx, poi impiegato per lo sviluppo di un progetto immobiliare a Tallinn.

## Vita privata
Jüri Ratas è sposato con Karin Ratas e ha una figlia e tre figli.